# Eminence (Missouri)
Eminence è un comune degli Stati Uniti d'America, situato nello Stato del Missouri, nella contea di Shannon, della quale è il capoluogo.